# Midland, Arkansas
Midland är en kommun (town) i Sebastian County i Arkansas nära gränsen till Oklahoma. Vid 2010 års folkräkning hade Midland 325 invånare.